# Všední denní činnosti
Všední denní činnosti (anglicky activities of daily living, zkratka ADL) je označení pro soubor činností souvisejících se soběstačností člověka, které často představují v běžném životě pravidelný rituál. ADL jsou velmi variabilní, jsou ovlivněny věkem, vývojovou fází člověka, pohlavím, kulturou apod.
Zdravotničtí odborníci často používají schopnost nebo neschopnost osoby provádět všední denní činnosti jako míru vyjadřující funkční stav u osob např. po úrazu či nemoci a u seniorů. Hodnocení soběstačnosti a nácvik všedních denních činností je doménou ergoterapie.

## Rozdělení
Všední denní činnosti lze rozdělit do dvou skupin:
- personální denní činnosti (personální ADL, pADL)
- instrumentální denní činnosti (instrumentální ADL, iADL)

### Personální ADL
Personální (základní, bazální) ADL jsou činnosti, které souvisí s péčí o sebe sama. Vztahují se k domácímu prostředí. Souvisí s fyzickými funkcemi člověka (pohyb) a vytváří každodenní život člověka:
- jedení a pití – schopnost konzumace již připraveného jídla, tzn. použití příboru, nakrájení, přenesení sousta do úst, schopnost pít z láhve nebo sklenice
- osobní hygiena – zahrnuje schopnost vyčistit si zuby (použití kartáčku, vymačkání pasty), umytí obličeje, česání a úprava vlasů, holení, použití kosmetiky (make-up), péče o nehty
- oblékání – schopnost obléci si spodní prádlo (u žen především podprsenku), oblečení horní a dolní poloviny těla, manipulace se zipy, knoflíky a patentky, obutí obuvi, zavázání tkaniček apod.
- koupání – koupání se ve vaně nebo sprchování, schopnost se dostat do/z vany nebo sprchy, schopnost umýt si celé tělo včetně hlavy, osušení, bezpečnost provedení
- použití WC – schopnost se posadit a vstát z toalety, manipulace s oděvem, očista, spláchnutí
- ovládání svěračů – ovládání močení a stolice
- přesuny – schopnost se dostat např. z lůžka na vozík a zpátky, přesunout se na toaletu
- chůze po rovném povrchu – schopnost samostatné chůze, chůze s pomůckou (berle, chodítko), schopnost jízdy na vozíku
- chůze po schodech

### Instrumentální ADL
Instrumentální ADL rozšiřují základní ADL. Nejsou nezbytné pro základní fungování osoby, ale umožňují nezávislé fungování jednotlivce v komunitě. Souvisí s behaviorálními (tedy s chováním souvisejícími) a sociálními aktivitami člověka, a proto probíhají většinou v širším sociálním prostředí:
- příprava jídla – schopnost nakrájet a zpracovat suroviny, vaření, obsluha kuchyňských přístrojů a kuchyňského náčiní
- domácí práce – úklid (zametání, mytí nádobí, utírání prachu, manipulace s úklidovými prostředky), žehlení, praní včetně použití pračky, údržba domácnosti
- nakupování – schopnost najít vhodný obchod, orientace v obchodě, vytvoření nákupního seznamu, samotný nákup surovin, cenový odhad, manipulace s financemi
- transport – schopnost cestovat MHD, autem, plánování cesty, orientace v jízdním řádu
- vedení domácnosti a péče o finance – hospodaření, finance, docházení na úřady (pošta)
- komunikace – chápání, vyjadřování, funkční komunikace (používání mobilního telefonu, tabletu, PC)
- léky – jedinec ví, které léky užívá, jaké množství užívá, v jakou denní dobu je má užívat
- péče o druhé – péče o dítě, rodiče, zvířata